# Alain Meunier
Pour le coureur cycliste français, voir Alain Meunier. Pour les articles homonymes, voir Meunier.
Alain Meunier, né le 22 juin 1942, est un violoncelliste français.

## Biographie
Alain Meunier est né à Paris. Il commence le violoncelle à 13 ans et reçoit un premier prix de musique de chambre à 15 ans et un premier prix de violoncelle à 16. Il quitte soudainement ses activités musicales à l'âge de 18 ans et étudie l'esthétique et la musicologie.
Néanmoins, il reprend l'étude du violoncelle à 22 ans et joue devant Pablo Casals au cours du Festival de Prades. Il entre à l'Académie musicale Chigiana à Sienne en Italie, et est membre de l'ensemble « Piano Quintetto Chigiana » après son diplôme. Il a aussi étudié le violoncelle avec Maurice Maréchal.
Il a enseigné à l'Accademia Musicale Chigiana pendant 22 ans, ainsi qu'au Conservatoire de Lyon. Il est professeur au Conservatoire de Paris depuis 1989, et est directeur du Concours international de quatuors à cordes de Bordeaux.
Il a été membre du jury au Concours de violoncelle Rostropovich en 1986, 1994, et 2005, ainsi qu'au 1er Concours international de violoncelle Gaspar Cassadó à Hachiōji en 2006.

## Décorations
- Officier de l'ordre des Arts et des Lettres Il est promu au grade d’officier le 9 juillet 2013[2].

## Discographie
Hindemith, Sonate pour flûte et piano, Sonate pour piano à 4 mains, Sonate pour violon et piano, Sonate pour violoncelle et piano. Christian Ivaldi, piano, Noël Lee, piano, Michel Debost, flûte, Alain Meunier, violoncelle, Gérard Poulet, violon. CD Arion 1995